# 警察帝國
《警察帝國》（英語：Cop Land）是一部1997年美国的新黑色犯罪片，导演为詹姆斯·曼高德，片长105分钟。该作品由西尔维斯特·史泰龙领衔主演，背景设定在未来世界，主要讲述一群警察与逃犯的之间的故事。

## 剧情摘要
这是一部讲述警察滥权、警黑勾结、裙带关系与贪污的故事。
与对岸繁荣的大都市纽约相比，新泽西州的小镇加里森显得格外宁静，这里的居民多是在纽约市区工作的警察，故而本地也被人们戏称为“警察镇”。深夜，年轻的菁英警官默里·巴比奇像大多数住在加里森的同僚一样，在参加完一场酒宴之后驱车返家。他刚驶上横跨州界的乔治·华盛顿桥，一辆超速行驶的汽车就挂了他车。巴比奇加速追上去命令对方停车，但那两位驾车的黑人青年手正用一件黑乎乎的东西指着他，随机自己的车轮也爆炸了。出于职业本能，巴比奇毫不犹豫地断定那黑乎乎的东西是枪，出于本能，他以最快速度拨枪射击，两个年轻人应声倒下。
没过多久，华盛顿桥上便围满了闻声而至的警察，其中也包括巴比奇的姨爹，也就是“警察镇”事实上的控制者雷·唐兰。有人已经检查过汽车残骸，事实表明，所谓指向巴比奇的“枪”只是一把方向盘锁，而非一把枪械。数月前，巴比奇还因从火海中救出两名儿童而被新闻媒体标榜为“英雄警察”，可现在他将因为这次误击而成为整个纽约甚至是全美国警察“残忍无情”的典型人物。在场的警员为了搭救巴比奇也为了维护警界荣誉，齐心协力想出了一个绝妙的主意：在残破汽车的前排座上放一把MAC-10衝鋒槍，再伪造巴比奇因为自责而跳河“自杀身亡”。避免各路指责的矛头请全部对准警方。
弗莱迪·赫夫林是加里森镇的治安官，平时负责疏导交通和照顾当地儿童，诸如此类的杂事儿。多年来，他一直梦想能够成为一名真正的纽约警察，但终因少年时期为救他人而落下的听力残疾所限，好梦难圆。被他救起的少女莉兹日后成了他暗恋的对象，可弗莱迪羞于表达情感。莉兹嫁给了纽约警官乔伊，婚后的生活并不愉快，乔伊脾气粗暴又有外遇，但莉兹仍与之住在一起。弗莱迪的好友盖瑞也曾是警官，两年前因痛失搭档而退出警界。
就在大桥枪击事件之后不久，在加里森镇附近超速的雷·唐兰被治安官拦下，弗莱迪出面放走了雷·唐兰，可当雷的车子再次启动时，弗莱迪却意外地看到“失踪的英雄警员”巴比奇坐在车上。
到底在巴比奇和那两个死去的青年之间发生了什么事？这不仅成为全市和小镇的热门话题，也同样吸引了纽约警察局督察处的调查官莫·蒂尔登。蒂尔登以前也曾是唐兰的搭档，后来转入专门监督警员的督察处，从此与大家成为对头。另看蒂尔登表面若无其事，其实他内心十分清楚巴比奇失踪事件的背后定有文章。为证明这一点，他找到弗莱迪和他商量。是维护法律尊严，还是庇护自己的偶像？经过翻来覆去的纠结和思考，弗莱迪和盖瑞决心与蒂尔登合作，揭开秘密，可真相却远非想象中的那般简单，被誉为安全而清廉的“警察镇”，其称谓的背后是怎样的阴影？

## 演員
- 席維斯·史特龍 飾 治安官Freddy Heflin
- 哈维·凯特尔 飾 Ray Donlan
- 雷·利奥塔 飾 Gary "Figgsy" Figgis
- 罗伯特·德尼罗 飾 Moe Tilden
- 彼得·柏格 飾 Joey Randone
- Janeane Garofalo（英语：Janeane Garofalo） 飾 副治安官Cindy Betts
- 罗伯特·帕特里克 飾 警官Jack Rucker
- 邁克·拉帕波特 飾 Murray "Superboy" Babitch
- Annabella Sciorra（英语：Annabella Sciorra） 飾 Liz Randone
- 諾亞·埃莫里奇 飾 副治安官Bill Geisler
- Cathy Moriarty（英语：Cathy Moriarty） 飾 Rose Donlan